# Оссуарий

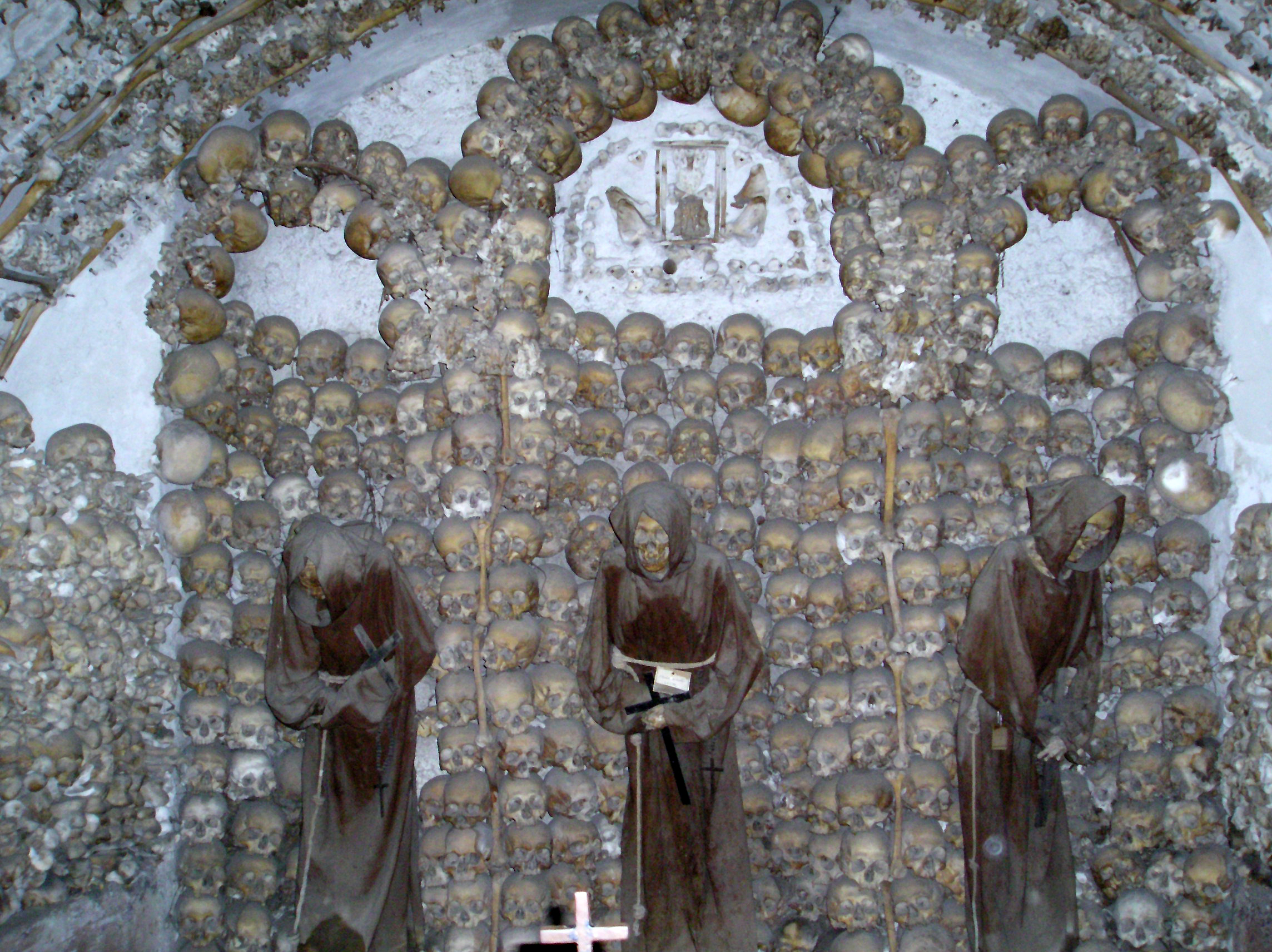
Крипта капуцинов в церкви Санта-Мария-делла-Кончеционе (Рим)

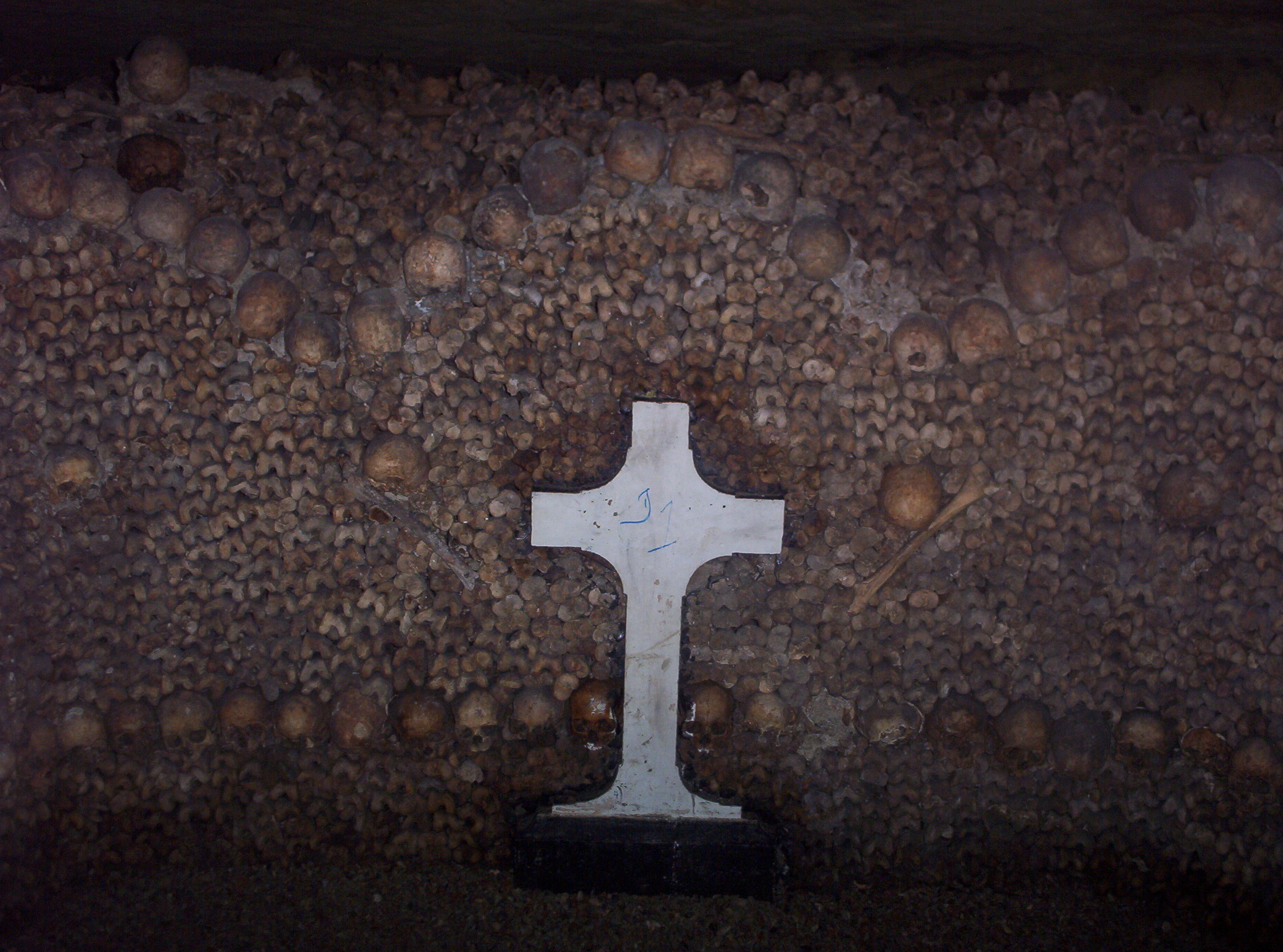
Парижские катакомбы

Оссуа́рий (лат. ossuarium от os «кость», род.п. ossis) — ящик, урна, колодец, место или же здание для хранения скелетированных останков. В русском языке существует синоним этого слова — ко́стница.
Существовали или существуют у зороастрийцев, иудеев, римских католиков и православных. Традиция хранения черепов или костей предков в специальных помещениях или даже жилых домах встречается и у других народов, хотя термин «оссуарий» к ним обычно не применяется.

## Неолитические оссуарии
Традиция хранения костных останков восходит к неолитическим погребениям, где, видимо, связана с развитием заупокойного культа и необходимостью сохранения праха для обеспечения загробного существования покойного или ниспослания удачи его потомкам.

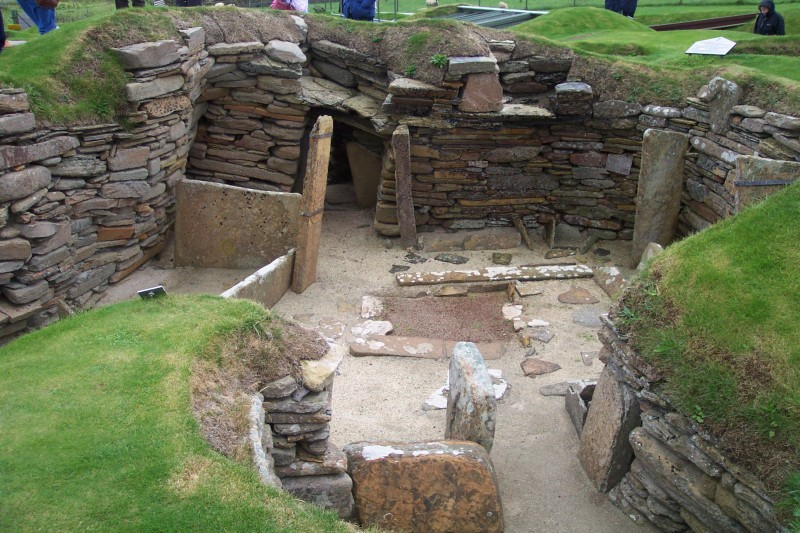
Неолитическое поселение в Скара Брей

Древнейшие оссуарии нового каменного века, датируемые периодом около 6500−6000 годами до н. э., были обнаружены во Франции в пещерах Берри-о-Бак, где найденные также рыбьи кости и кости крупных животных позволили предположить, что здесь располагалась стоянка древнего охотничьего племени. Подобные же захоронения обнаружены в греческой пещере Алепотрипа, они датируются временем около 5000−3000 лет до н. э., там были найдены расчленённые останки 20 взрослых и подростков.
Временем около 4000 лет до н. э. датируется так называемый Яригольский комплекс оссуариев, найденный в Восточной Африке, возле озера Туркана. Комплекс представляет собой ряд невысоких курганов, в каждом из которых был прорыт невысокий коридор и устроено специальное помещение для хранения скелетированных останков, керамики и жертвенных приношений пищи. Для того чтобы избежать обрушения, потолок земляной комнаты подпирали базальтовые колонны. Как видно, курганы служили много лет, так как более ранние погребения постепенно отодвигались в сторону и дополнялись новыми связками костей, сосудами и пищей, в результате чего скелетированные останки оказались перемешаны между собой.
К ранней неолитической эре относится найденное в 2001 году погребение Каса-де-Моура (Португалия), в данный момент являющееся предметом исследования и датировки.
Интересно, что оссуарии найдены среди так называемых менгиров, особенно характерных для Англии и датируемых временем построения знаменитого Стоунхенджа (3000—2000 лет до н. э.). Хранилище скелетированных останков было найдено между так называемыми Обрушенным и Малым менгирами в Джерси (Великобритания). На Мальте вблизи мегалитических храмов Таршин также найден подземный оссуарий — Хал-Сафлиени.

## Африканские оссуарии

### Египет
Известно, что хранение скелетированных останков не было собственно египетской традицией. Однако же находка в 1914 году в Гизе захоронения Иду II, принадлежавшего, видимо, к культуре Бадари (около 4150 года до н. э.), доказала, что до возникновения мумификации египтяне практиковали сохранение в саркофагах скелетированных останков, и верования в необходимость сохранения тела для посмертного существования души намного старше династического Египта. Иду II занимался, по-видимому, торговлей ценными породами дерева (по другой гипотезе — был придворным сановником). До недавнего времени не существовало твёрдых доказательств, что тело Иду не сохранилось само по себе под влиянием благоприятного для разложения климата. Однако, исследования Ульриха Везера в университете Тюбингена, проведенные в конце XX века, доказали, что бальзамировщики отделили мягкие ткани от скелета, а затем засы́пали кости солями натрия, чтобы окончательно удалить из них жидкость. Затем кости Иду были подвергнуты «копчению» — то есть окуривались дымом или, что более вероятно, пропитывались древесными смолами, и лишь затем были уложены в приготовленный для них саркофаг.

### Карфаген
Обычай хранения скелетированных останков был характерен также для финикийской колонии на североафриканском побережье — Карфагена. При раскопках развалин города Делятр нашёл среди прочих оссуарии, на одном из которых был изображён «раб Баалсиллек, возлежащий на подушках». К оссуарию часто прикреплялась «трубка для жертвенных возлияний», через которую опускались, кроме собственно приношений, таблички с надписями. Одна из них, проклинавшая некоего врага, была найдена в одном из саркофагов.

## Оссуарии Центральной Америки

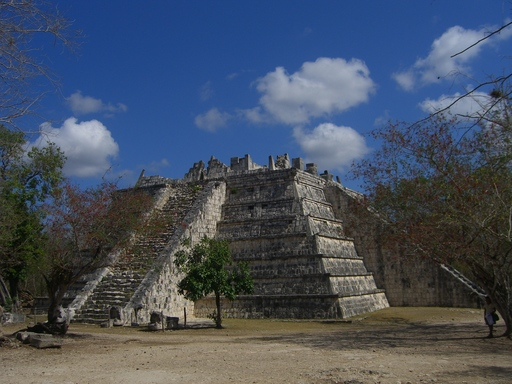
«Могила верховного жреца» в Чичен-Ице

Среди доколумбовых цивилизаций Месоамерики обычай сохранения скелетированных останков был зафиксирован лишь у тольтеков и майя, причём сделано это было в ходе недавних археологических исследований новой столицы майянского государства — Чичен-Ицы. Имя «Оссуария» или «могилы верховного жреца» получила четырёхугольная ступенчатая пирамида около 30 футов высотой, украшенная изображениями бога Кетцалькоатля («пернатого змея»), которая находится на южной окраине Чичен-Ицы. Продолжаются споры, какой из цивилизаций принадлежат найденные захоронения, так как архитектура пирамиды, несмотря на её расположение в сердце майяского государства, ближе к пуукским либо тольтекским сооружениям. Внутри пирамиды между двумя колоннами археологам удалось обнаружить под полом облицованную камнем шахту, уходящую вертикально вниз до самого основания пирамиды, которая, как оказалось, была построена прямо над сводом карстовой пещеры, имеющей в глубину порядка 36 метров. Пещера эта представляет собой собственно оссуарий, на дне которого обнаружились человеческие кости и заупокойные приношения из раковин, нефрита, горного хрусталя и медных колокольчиков — свидетельства, что при жизни похороненные занимали высокое положение в майяском обществе.
У современных майя также известен обычай ухода за костями предков, помещёнными в деревянные ящики-оссуарии, в частности, в майяском посёлке Помуч (штат Кампече, Мексика) этому посвящён специальный «праздник умерших» — Ханаль Пишан, во время которого оссуарии вынимаются, и каждая кость тщательно полируется и очищается от пыли.

## Австралийские оссуарии
Древняя религия австралийского материка в основе своей является тотемической, основанной на сакральной связи человека с духами охотничьей добычи и защите от злобных духов леса, препятствующих добыче средств к пропитанию и насылающих болезни. Отсюда двойственное отношение к умершему, который после кончины становился либо покровительствующим тотемным духом, либо злобным и мстительным демоном, которого следовало запугивать или умилостивлять, либо же по причине слабосилия и безобидности просто игнорировался. Соответствующая разница в погребальных обрядах особенно хорошо представлена в области Кимберли, где «тотемными покровителями» становятся умершие воины, после кончины их символически «съедают» (характерное вкушение тотема как знак единения с ним), затем выставляли на платформах до полного отделения плоти от скелета и, наконец, кости укладывали в приготовленный оссуарий, ставившийся затем под скальный навес, посвящённый тотему племени. В литературе наличествуют также глухие упоминания о том, что похожий обычай был известен и на острове Тасмания, географически ближайшем к австралийскому материку. Различие состояло в том, что на Тасмании в оссуариях сохранялся не скелет тотемного предка, но исключительно его череп.

## Зороастрийские оссуарии

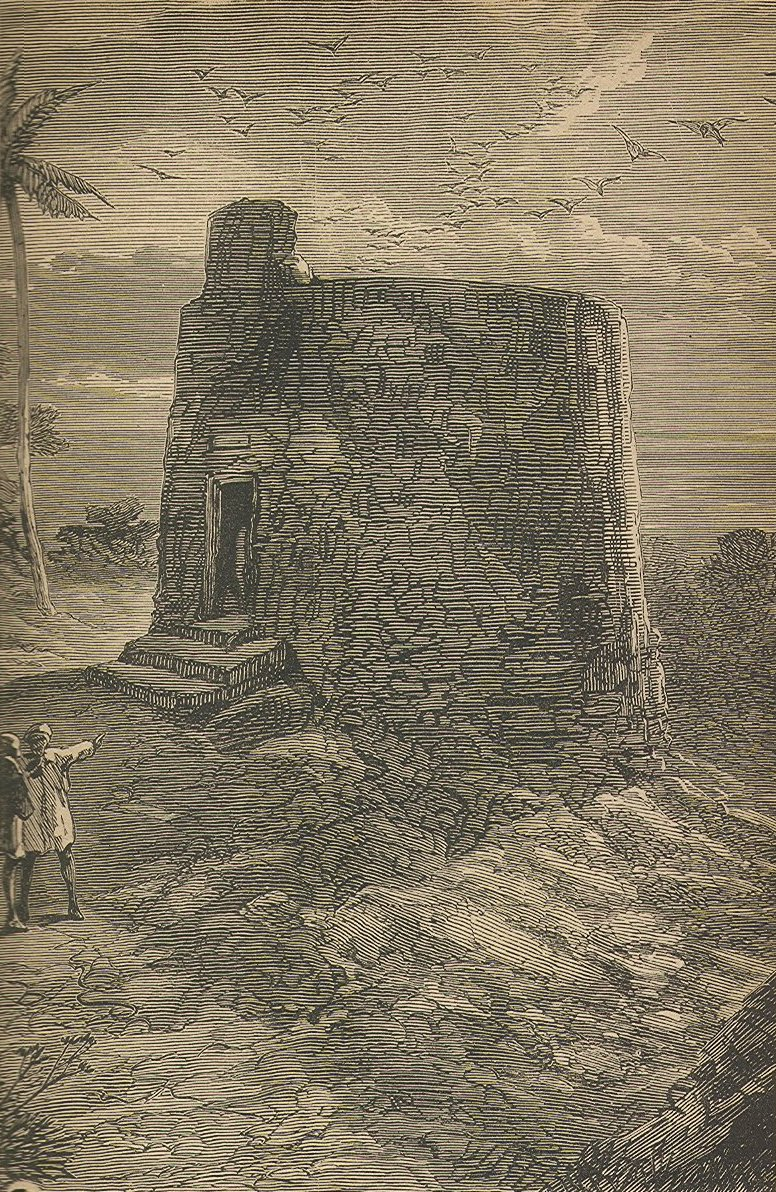
«Башня молчания» в Мумбаи (рисунок 1886 года)

Зороастрийское вероучение запрещает хоронить трупы в земле, топить их или сжигать, поэтому в этой религии существует традиция сразу же уносить усопшего в специальный дом — кед, затем перемещая его на расположенное вдали от населённого пункта возвышение — дахму. Там труп оставался в течение года, пока мясо не истлевало, не расклёвывалось птицами или обгладывалось специально содержавшимися для этой цели собаками. Овеянные ветром, высушенные солнцем кости уже считались чистыми, более того — воплощающими частицы души усопшего, их следовало собрать и поместить в особое хранилище — наус (склеп, куда ставили оссуарии) — в русских переводах эти помещения часто называются «башнями молчания». Естественно, что не только полный набор костяка, но и целые черепа в оссуариях — большая редкость — обычно это лишь разрозненные костные останки. Специфику именно среднеазиатского приёма сохранения этих останков составляла укладка их в оссуарии, которые помещались либо в специальных постройках, либо в оградках, или же просто зарывались в землю.

### Оссуарии Средней Азии

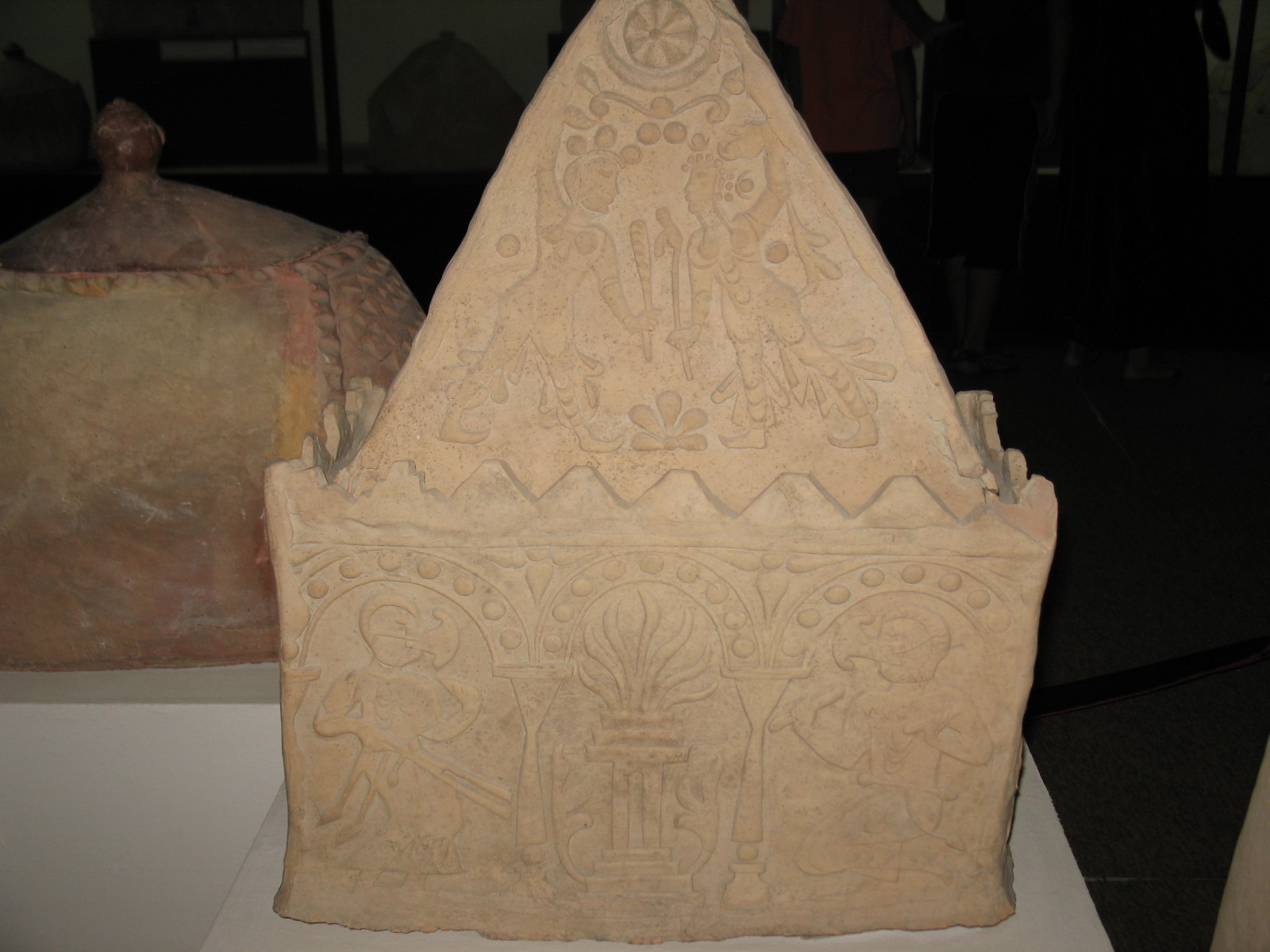
Согдийский оссуарий VI—VII вв. Самарканд

Использование оссуариев для погребения усопших было распространено до периода Средневековья в Хорезме, Согде и Семиречье. Данная традиция возникла под влиянием учения зороастризма, распространённого в данных местностях. Самые ранние оссуарии найдены на территории Хорезма. В раннем средневековье оссуарии получили широкое распространение в Согде, на территории современной Самаркандской области Республики Узбекистан.
Для данных регионов характерны керамические оссуарии, изготовленные в форме ящиков. Каждая стенка и дно оссуария изготавливались отдельно, а затем соединялись друг с другом. На ряде обнаруженных оссуариев присутствует рисунок в виде штамповки, наносившейся как на лицевую, так и на боковые стенки. Также характерны украшения в форме различных орнаментов. Археологами также были обнаружены оссуарии из сырой необожжённой глины, овальной формы, с неорнаментированными стенками.
Многочисленные оссуарии-гробы были найдены при раскопках советскими археологами в Хорезме, где население в течение нескольких столетий использовало подобную форму захоронения — вплоть до принятия ислама. Для древнего Хорезма было характерно изготовление оссуариев в виде пустотелых керамических скульптурных изображений человека и животных. Древнейшие их образцы, называемые статуарными сосудами, относятся к IV—III векам до н. э. Из данного вида оссуариев наиболее известны два: скульптура стоящей женщины, одетой в платье и кафтан, и статуэтка сидящего в кресле мужчины.

## Иудейские оссуарии

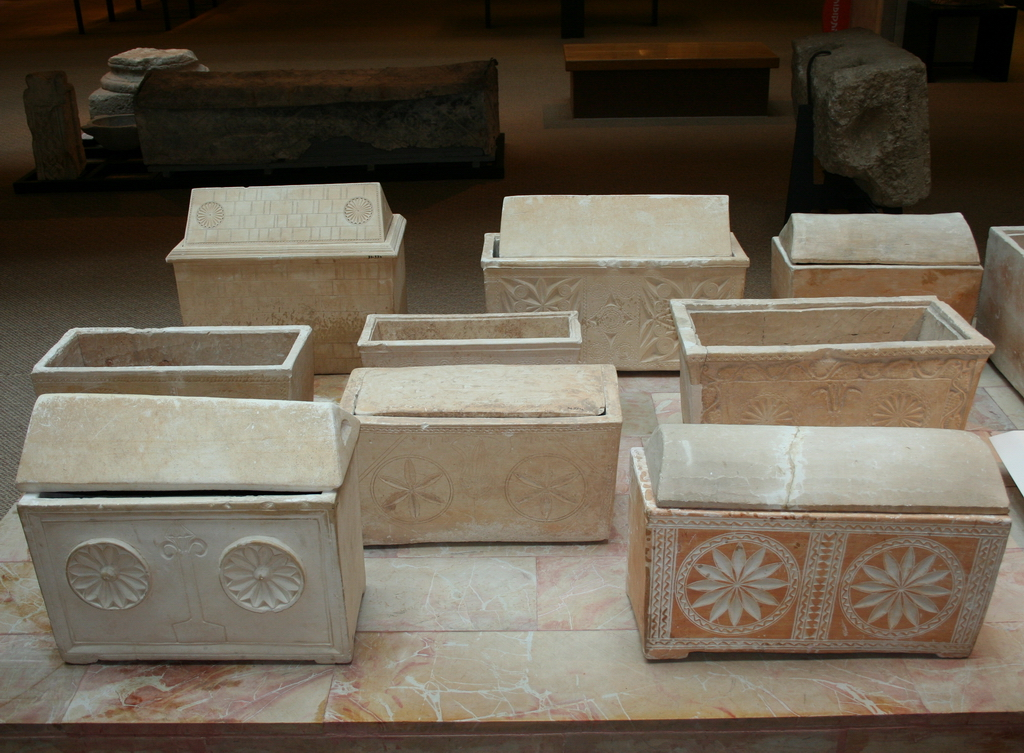
Иудейские украшенные оссуарии

Традиция хранить кости после их скелетирования появилась в Иудее во времена Второго Храма, что связывают с дефицитом места в семейных склепах в связи с увеличением народонаселения. В этот период еврейские мудрецы спорили, был ли день сбора костей родителя для вторичных похорон днём горя или радости; было решено, что это был день утреннего поста и пира днём. Традиция вторичных похорон в оссуариях не сохранялась у евреев в период после разрушения Второго Храма и рассеяния. С распространением христианства в Палестине старые оссуарии с иудейских некрополей стали использоваться в качестве реликвариев.
Во время «первых» похорон тело умершего помещалось в нишу погребальной пещеры, а примерно через год, когда тело истлевало, кости складывались в короб, сделанный, как правило, из иерусалимского известняка, иногда — из глины. Иудейский оссуарий имел форму ящика прямоугольной формы, его размеры соответствовали по длине — бедренной кости покойного, по ширине — тазу, по высоте — общему объёму костей, включая череп. Для ящика-оссуария предназначалась плотная двускатная крышка, плоская и сводчатая. Оссуарий чаще всего стоял на земле, иногда имел небольшие ножки. Ранние оссуарии украшены резными узорами, на поздних встречаются религиозные символы, в частности — менора. Среди надписей на оссуариях наиболее распространены были имена покойного, на арамейском или греческом языке, иногда слово «мир» («шалом»), или запрет открывать запечатанный ящик. В один оссуарий могли помещаться кости нескольких покойников, что позволяло экономить место в погребальных пещерах.
Подобные оссуарии оказались крайне важными археологическими находками для исследований того периода — помимо антропологических данных, гробы часто подписаны снаружи, и среди имён много таких, которые упоминаются в Новом Завете. При раскопках оссуария в Гиват-ха Мивтар (1968) рядом с Иерусалимом были найдены останки человека, распятого на кресте. Огромные гвозди так и остались в костях, поскольку их, по-видимому, не смогли удалить. Это подтвердило технику распятия, упомянутую в Евангелии (была версия, что приговорённых к смерти просто привязывали к крестам).

### Оссуарии персонажей Нового Завета
В самом Новом Завете оссуарии упоминаются, вероятно, дважды:
- В первом случае Иисус Христос говорит: «Горе вам, книжники и фарисеи, лицемеры, что уподобляетесь окрашенным гробам, которые снаружи кажутся красивыми, а внутри полны костей мёртвых и всякой нечистоты» (Мф. 23:27). С учётом традиции погребений только в саване (как, например, был погребён и сам Иисус) гробы в данном случае и есть оссуарии.
- «Другой же из учеников Его сказал Ему: Господи! позволь мне прежде пойти и похоронить отца моего. Но Иисус сказал ему: иди за Мною, и предоставь мертвым погребать своих мертвецов» (Мф. 8:21-23). Опять же с учётом традиций, более вероятно, что речь идёт о «вторых похоронах».

В ходе археологических раскопок, проводившихся в XX веке в Иерусалиме, были обнаружены два оссуария I века, идентифицированные по надписям на них как оссуарии апостола Иакова и первосвященника Каиафы.

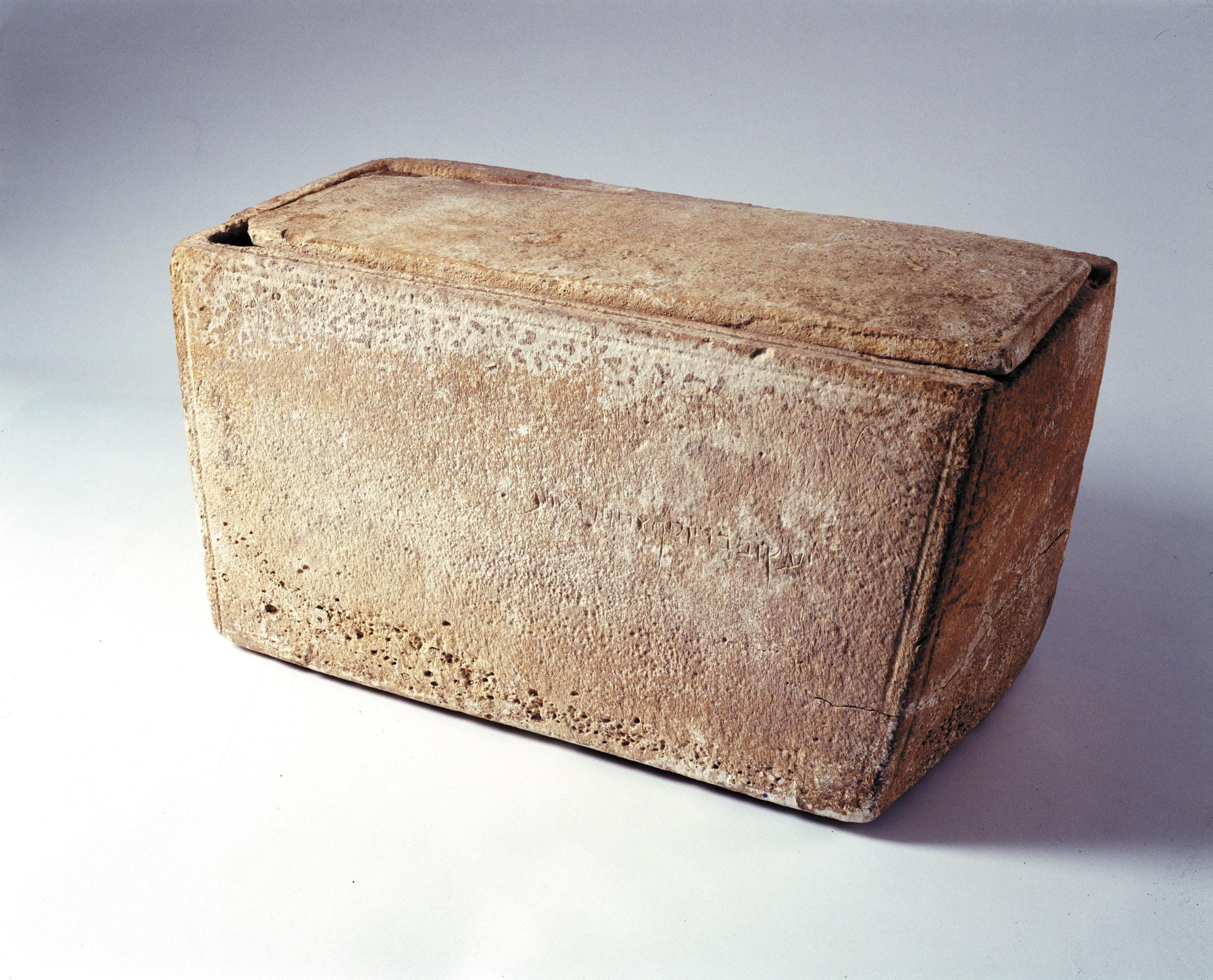
Оссуарий Иакова
История «обретения» оссуария Иакова точно неизвестна. В печати было сообщено, что известный израильский коллекционер О. Голан в поисках новых приобретений в 1989 году зашёл в лавочку некоего не названного по имени торговца антиквариатом и, перебирая выставленные на продажу находки, обратил внимание на оссуарий, по форме напоминающий изделия I века н. э., и приобрёл его за 700 долларов США. До того раритет сменил, как видно, многих хозяев, так как в руки Голану он попал уже пустым. Удивительно, что ни продавец, ни покупатель, как видно, не умели читать по-арамейски и потому не обратили внимание на имеющуюся на оссуарии надпись. Через несколько лет находкой заинтересовался Андрэ Лемэр, преподаватель Сорбонны, с которым Голан познакомился на одной из светских вечеринок в Иерусалиме. Лемэру удалось прочесть надпись на арамейском языке יעקוב בר יוסף אחוי דישוע‎ (hkv br 'usf 'ahi' gh’shu’h), то есть «Иаков, сын Иосифа, брат Иисуса».

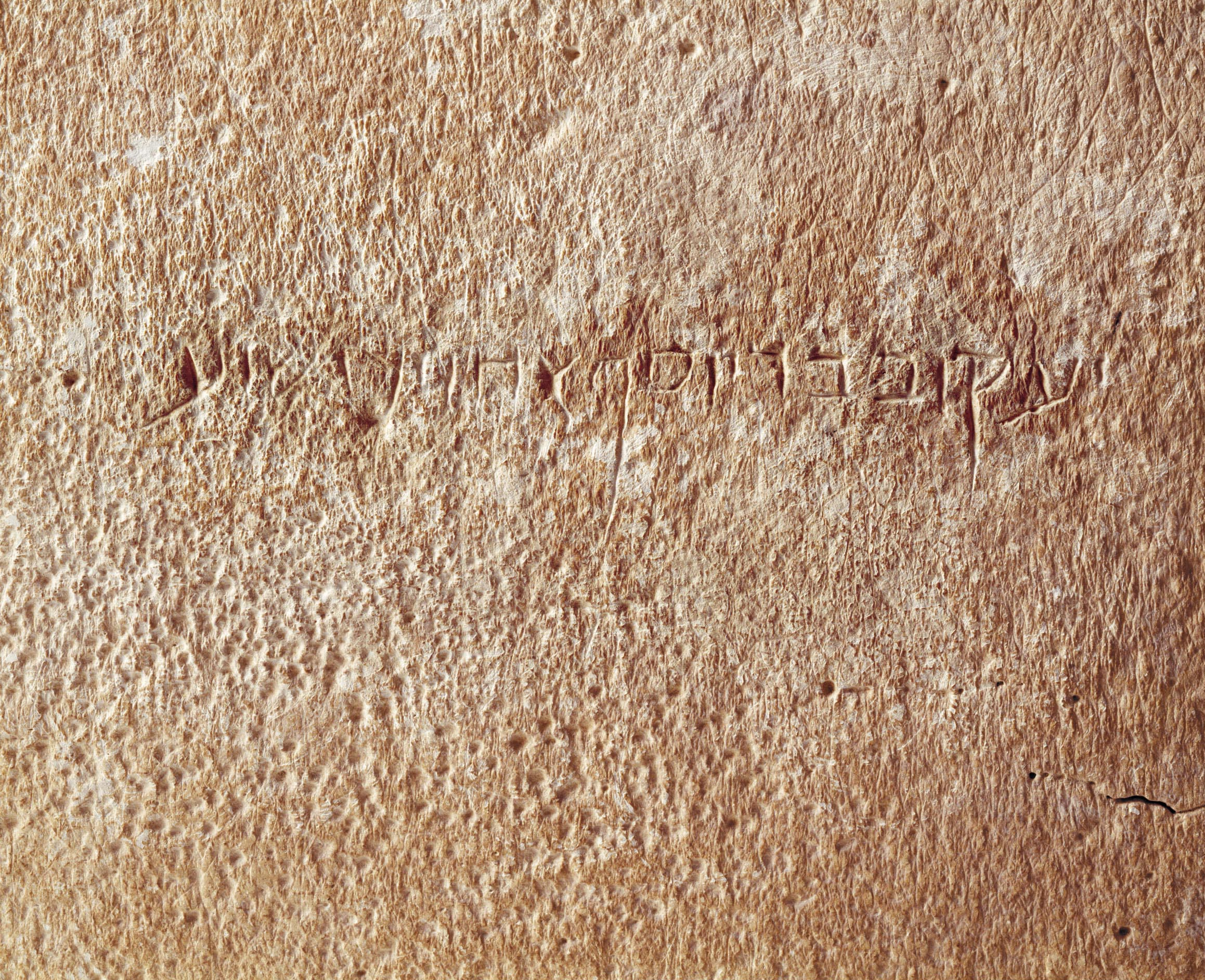
Надпись на оссуарии Иакова

Единого мнения о находке среди историков пока не выработано. Указывают на то, что наличие на сосуде имени брата, что вообще не характерно для иудейских оссуариев той эпохи, указывает, что урна Иакова является подделкой; дополнительным тому доказательством считают то, что основная надпись «Иаков, сын Иосифа» выполнена в технике рельефа, в то время как вторая часть сделана прорезью, словно добавлена позднее. Косвенным подтверждением той же точки зрения называют то, что имена «Иисус» (по-еврейски «Иешуа»), «Иаков» и «Иосиф» были практически самыми употребимыми в Галилее, на что, впрочем, Андрэ Лемэр возражает, что вероятность того, что все три имени встретились на одном оссуарии именно в такой последовательности, не превышает 1 %. Австралийский эксперт профессор Джон Пэйнтер со своей стороны указывает, что принадлежи оссуарий действительно первому епископу Иерусалима, надпись читалась бы «брат Господа нашего Иисуса», подобно тому, как неизменно называется Иаков в Новом Завете,

Оссуарий Каиафы

Надпись на оссуарии Каиафы

Оссуарий Каиафы был найден случайным образом, когда в ноябре 1990 года во время строительства водного парка в Иерусалиме в районе, называемом «Лес мира», землекопы, участвовавшие в работах, неожиданно проломили свод искусственной пещеры, на поверку оказавшейся погребальной камерой, запечатанной приблизительно со времени второй Иудейской войны (70 год). Камера была разделена перегородками на четыре части, которые вмещали в себе 6 целых и 6 расколотых, вероятно, грабителями могил, оссуариев. На узкой стороне одного из них прочли надпись «'husf br kfa», то есть на современном языке «Yehosef bar Qafa» — Иосиф, сын Каиафы.
…я был в оссарии впервые в жизни и очень боялся. Кости монахов в течение многих столетий выкапывались из земли и укладывались в нишах. При этом скелеты разбирались, так что в одной нише были мелкие кости, в других — черепа, уложенные аккуратной пирамидкой, чтоб не покатились. Это было жуткое зрелище, особенно в неровном свете моего прыгающего фонаря. В следующей нише лежали одни руки. Куча рук, навеки сцепившихся высохшими пальцами.
В оссуарии археологи нашли кости шести человек: из них двух младенцев, одного ребёнка возрастом от 2 до 5 лет, подростка около 13 лет, взрослой женщины и мужчины порядка 60 лет. Вероятно, последний скелет и принадлежит первосвященнику. После окончания исследований останки были переданы израильскому министерству по делам религий и захоронены на Масличной горе. Интересно, что в рот умершему положили монетку, что характерно для греческого, а не иудейского обычая.

## Католические оссуарии
Католические оссуарии, как правило, представляют собой открытое хранение костей в склепах или часовнях. Обычно это способ экономии места на кладбищах. К наиболее известным относятся оссуарии при церкви Санта-Мария-делла-Кончеционе в Риме, Капелла костей (Capela dos Ossos) в португальском городе Эвора и Костехранилище в Седлеце, предместье чешского города Кутна Гора, в котором кости использованы в качестве материала для оформления часовни. Однако самый знаменитый оссуарий в мире находится в катакомбах Парижа, в которых складированы останки более 6 миллионов человек.
| Название                                        | Фотография | Местонахождение   | Описание |
| ----------------------------------------------- | ---------- | ----------------- | --- |
| Крипта капуцинов в Санта-Мария-делла-Кончеционе |            | Италия, Рим       | Кости в середине XVII века перенесены со старого кладбища капуцинов, располагавшегося в районе фонтана Треви и помещены в крипту церкви. В общей сложности в крипте собраны кости четырёх тысяч монахов, умерших в период с 1528 по 1870 годы. В пятом зале крипты размещен скелет принцессы Барберини, племянницы папы Сикста V, умершей в детском возрасте. |
| Костехранилище в Седлеце                        |            | Чехия, Кутна-Гора | Создано в начале XVI века в результате переноса останков с кладбища цистерцианского монастыря. На украшение часовни ушло около 40 000 человеческих скелетов. Свой настоящий вид часовня приобрела в 1870 году: по углам собора размещены колоколообразные груды костей, в нефе имеется огромный костяной канделябр, украшенный гирляндами черепов. Среди других произведений искусства можно отметить алтарные дароносицы, расположенные по бокам алтаря, а также большой фамильный герб Шварценбергов. |
| Capela dos Ossos                                |            | Португалия, Эвора | Украшение капеллы создано в XVI веке францисканским монахом. Использовано около 5 000 человеческих скелетов, кости которых зацементированы в её стены. |
| Оссуарий в Гальштате                            |            | Австрия, Гальштат | Оссуарий возник по причине недостатка земли для захоронений. На местном кладбище с XVI века каждые десять лет кости покойников извлекались из земли, отбеливались, черепа расписывались (на них наносили указание на имя, профессию и дату смерти покойника) и выставлялись на обозрение в местной часовне святого Михаила. |
| Катакомбы Парижа                                |            | Франция, Париж    | Оссуарий создан в конце XVIII века в заброшенных карьерах Томб-Исуар на глубине 17,5 метра. Изначально в него помещены останки людей с кладбища Невинных: около двух миллионов скелетов в течение пятнадцати месяцев по ночам вывозили с кладбища, дезинфицировали и укладывали в карьер. Затем оссуарий пополнился останками людей ещё с 17 кладбищ Парижа. В настоящее время в катакомбах покоятся останки почти шести миллионов человек.                                                             |
| Кладбище Фонтанелле                             |            | Италия, Неаполь   | Костехранилище жертв чумы 1656 года устроено в естественных пещерах у подножия холма Матердей. В конце XVIII века по инициативе местного священника жители стали приводить в порядок захоронения и возникла традиция ухода за безымянными черепами. Им дают имена, украшают цветами, молятся за усопшего, просят у него советов. |
| Костница в Брно                                 |            | Чехия, Брно       | Костехранилище создано в начале XVII века в результате переноса останков с прилежащего кладбища. |

## Православные костницы

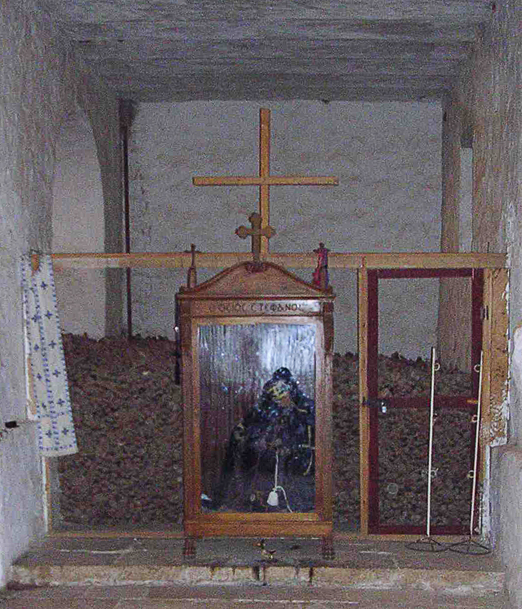
Костница в монастыре Святой Екатерины (в центре единственный полный скелет преподобного Стефана)

Хранение костей в специальных помещениях — давняя традиция погребения на горе Афон. Вот как описывает посещение подобного места русский писатель Борис Зайцев, побывавший на Афоне в 20-е годы XX века:

Гробница Андреевского скита — довольно большая комната нижнего этажа, светлая и пустынная. Шкаф, в нём пять человеческих черепов. На каждом указано имя, число, год. Это игумены. Затем, на полках другие черепа (около семисот) рядовых монахов, тоже с пометами. И, наконец, самое, показалось мне, грозное: правильными штабелями, как погонные сажени валежника, сложены у стены, чуть не до потолка, мелкие кости (рук и ног). Сделано все это тщательно, с той глубокой серьёзностью, какая присуща культу смерти. Вот, представилось, только особого старичка «смертиотекаря» не достает здесь, чтобы составлять каталоги, биографии, выдавать справки. А литература присутствует. На стене висит соответственное произведение: «Помни всякий брат, Что мы были, как вы, И вы будете, как мы».

Борис Зайцев в своей книге отмечает, что в афонской похоронной традиции, помимо экономии места, в хранение скелетированных останков вкладывается сакральный смысл — если усопший был монах праведной жизни, то за три года его тело должно разложиться. Если нет — то братия снова закапывает останки и усиленно молится за покойного.
Впрочем, костницы существуют не только на Афоне, но и в египетских (например, монастыре Святой Екатерины на Синае) и палестинских (например, лавра Саввы Освященного) монастырях, а также и во многих других православных монастырях, в том числе и российских. Использование оссуариев в православном монашестве связано с тем, что исторически монастыри возникали в пустынных местах с песчаными или каменистыми почвами, что делало затруднительным устройство кладбищ. Для целей погребения устраивалось несколько могил (например в Синайском монастыре их семь), которые использовались неоднократно. Извлечённые через некоторое время кости помещались в костиницы, при этом скелеты, как правило, разделялись (известны и полные скелеты в православных костницах, например преподобного Стефана в Синайском монастыре — на фото). Из уважения к синайским архиепископопам их кости хранятся в монастыре в отдельных нишах. Монастырские костницы имеют как правило аскетические интерьеры, но встречаются и украшенные фресковой живописью. Например, в костнице болгарского Бачковского монастыря стены украшены изображениями святых в квадратных и круглых медальонах. Изображения выполнены в стиле одной из ветвей провинциального византийского искусства.
На православном Востоке в Средние века костницы были не только монастырской традицией. Например, в Херсонесе после X века на месте многих разрушившихся крупных базилик были устроены десятки могил-костниц, в которых погребли кости покойников, ранее захороненных за городом. Такие многочисленные могилы-костницы, расположенные среди жилых кварталов, были характерной чертой города в период позднего Средневековья.

## Военные захоронения

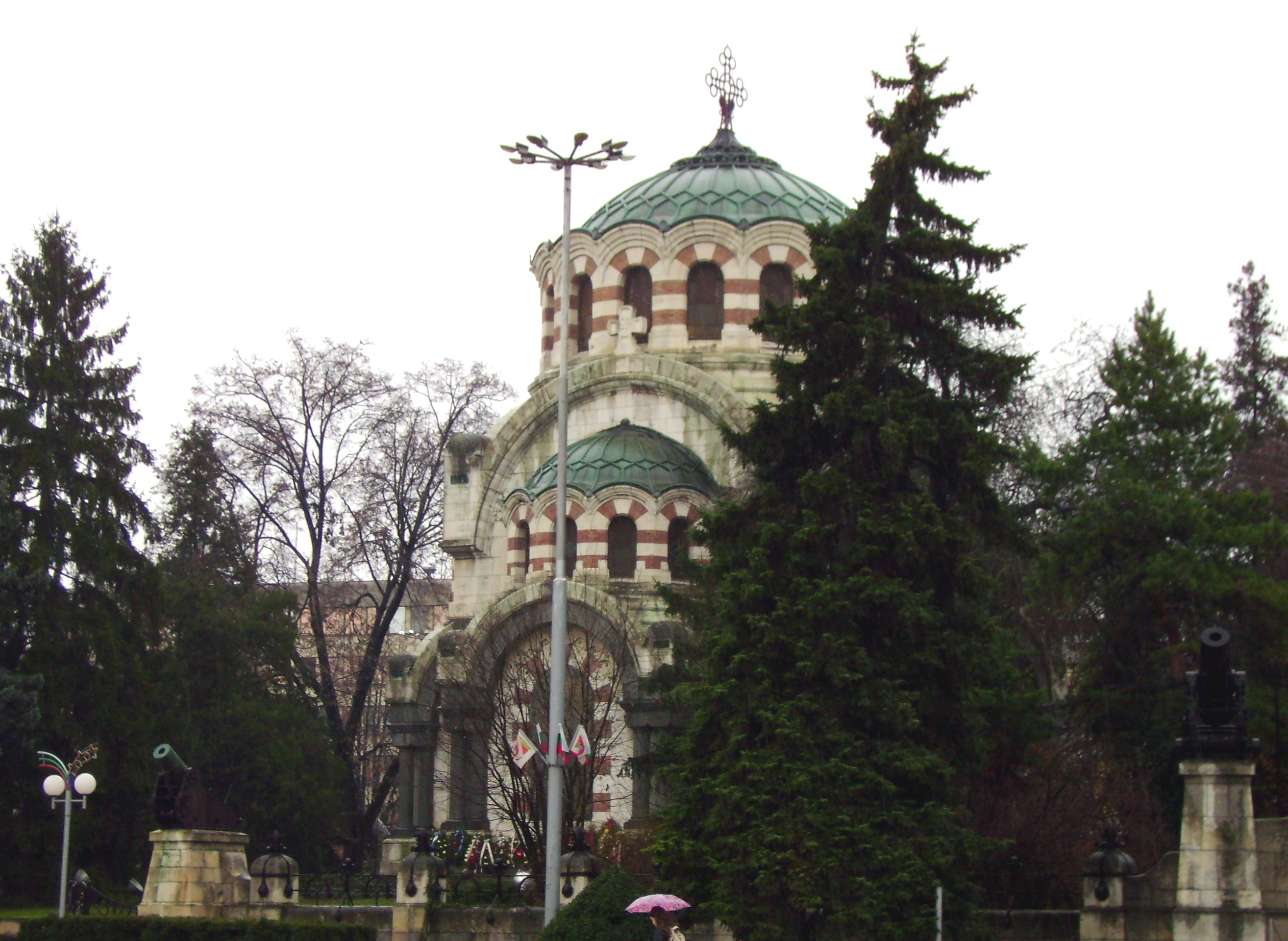
Плевенский мавзолей-костница

Оссуарии используются для массового захоронения погибших в крупных сражениях, причем зачастую в случае, когда останки невозможно идентифицировать. Так, останки более чем 130 тысяч французских и немецких солдат, погибших в сражении при Вердене, хранятся в оссуарии Дуамон (фр. Douaumont), открытом в 1932 году.
В болгарском городе Плевене существует мавзолей-костница русских и румынских солдат, павших при осаде этого города во время освобождения Болгарии от турецкого владычества.

## Сомнительные оссуарии
В апреле 2007 года на экраны вышел документальный фильм «Потерянная могила Иисуса (англ. The Lost Tomb of Jesus)», во всеуслышание объявлявший, что найден семейный склеп Христа.
Действительно, в 1980 году в Восточном Талпиоте, одном из жилых районов Иерусалима во время строительства была найдена гробница, хранившая в себе десять оссуариев, которые были датированы 30-70 годами I века. Датировка проводилась по типу погребения — завёрнутые в плащаницы тела были помещены в оссуарии уже после того, как кости освободились от плоти. По закону страны строительство было немедленно прекращено и на место находки прибыли археологи. Возглавлял и их израильтянин Шимон Джибсон.
На одном из оссуариев нашлась надпись «Иисус, сын Иосифа», на другом — «Иосий» (что совпадает с именем одного из братьев Иисуса в Евангелиях), ещё на двух имена Марии и Мариамны, некоего Мати (Камерон отождествил его с апостолом Матфеем) и наконец — Иуды, сына Иисуса. Более того, в гробнице имелось пустое место, где, по мнению Камерона, должен был находиться одиннадцатый саркофаг, принадлежащий Иакову, брату Иисуса.
Было объявлено, что ДНК-анализ показал, что одна из Марий не является родственницей Иисуса, следовательно, можно полагать, что речь идёт о жене — в семейный оссуарий не могла попасть чужая женщина.
Более того, анализ налета со стенок оссуария Иакова и оссуария Иисуса якобы совпадает, что доказывает, что оба ящика долго находились в одном месте.
Впрочем, находка вызвала множество нареканий — так, на оссуарии Марии (точнее, Мариамны) прочитывается надпись «Мариамна, известная как владелица…», что никак не позволяет соотнести её с библейской Магдалиной. Другое толкование той же надписи — «Мариамна э Мара» предполагает, что в оссуарии должны были быть похоронены две женщины — Мариамна и её сестра или другая родственница — Марфа. К тому же надпись «Иисус, сын Иосифа» сильно стёрта, и прочтение её носит скорее предположительный характер.

## В культуре
Литература
- Оноре де Бальзак. «Столетний старец, или два Беренгельда» — описан оссуарий в парижских катакомбах.
- Марк Твен. «Простаки за границей» — описан оссуарий в Риме.
- Умберто Эко. «Имя розы» (1980) — описан оссуарий монастыря на северо-западе Италии.
- Алексей Юрьевич Пехов. «Золотые костры» (2012) — описан оссуарий в Дорч-ган-Тойне (монастыре братьев-каликвецев фэнтезийного мира «Стража»)

Кино
- «Костница» / Kostnice (The Ossuary), 1970 год, режиссёр Ян Шванкмайер.